# Oldřich Nový
Oldřich Nový (ur. 7 sierpnia 1899 w Pradze, zm. 15 marca 1983 tamże) – czeski aktor filmowy, telewizyjny, teatralny, reżyser, dramaturg i piosenkarz.

## Filmografia

### Role aktorskie
- 1937: Jak wielbłąd przez ucho igielne – lokaj Alfons
- 1939: Szaleństwa Ewy – Michal Norr, brat Evy
- 1939: Krystian – Alois Novák („Krystian”)
- 1940: Dziewczyna w niebieskim – dr Jan Karas, notariusz
- 1940: Życie jest piękne – pisarz Jan Herold
- 1940: Przyjaciółka pana ministra – Jan Hrubý
- 1940: Baron Prášil – Arnošt Benda
- 1941: Hotel Błękitna Gwiazda – Vladimír Rychta Rohan
- 1941: Ukochany – Viktor Bláha
- 1955: Orkiestra z Marsa – kompozytor Jiří Karas
- 1966: Upiór z Morrisville – Sir Hanibal Morris
- 1965: Alibi na wodzie – fotograf Laufr
- 1965: Káťa a krokodýl – mężczyzna z parasolką
- 1969: Światowcy – Dvorský
- 1971: Taková normální rodinka (serial TV) – Jan Koníček

### Reżyseria
- 1943: Czternasty u stołu[1][2]
- 1975: Ženitba[1]

### Scenariusz
- 1940: Dziewczyna w niebieskim[2]
- 1953: Kobieta dotrzymuje słowa[2]
- 1977: Mamzelle Nitouche[1]